# 1338
Il 1338 (MCCCXXXVIII in numeri romani) è un anno  del XIV secolo.

## Eventi
- 16 luglio - Dichiarazione di Rhens, riguardante l'elezione del re da parte dei principi elettori tedeschi.

## Nati
- 4 gennaio - Muhammad V di Granada, sovrano († 1391)
- 21 gennaio - Carlo V di Francia, sovrano († 1380)
- 3 febbraio - Giovanna di Borbone, nobile († 1378)
- 13 marzo - Thomas de Beauchamp, XII conte di Warwick, militare e politico inglese († 1401)
- 23 marzo - Go-Kōgon, imperatore giapponese († 1374)
- 17 maggio - Niccolò II d'Este, marchese († 1388)
- 23 agosto - Tvrtko I di Bosnia, sovrano bosniaco († 1391)
- 2 ottobre - Ismaʿil II di Granada, sultano († 1360)
- 5 ottobre - Alessio III di Trebisonda, imperatore bizantino († 1390)
- 29 novembre - Lionello Plantageneto, I duca di Clarence, principe inglese († 1368)
- Abu Zayyan Muhammad II, sultano marocchino († 1366)
- Arnaud-Amanieu VIII d'Albret, militare e politico francese († 1401)
- John Ball, presbitero inglese († 1381)
- Walter Stewart, nobile scozzese († 1362)
- Antonio da Budrio, giurista italiano († 1408)
- Agnese di Baviera-Landshut, principessa
- Giovanni I di Empúries, conte († 1398)

## Morti
- 2 febbraio - Simone Fidati, religioso italiano
- 17 marzo - Pierre de Jean, vescovo cattolico francese
- 21 marzo - Marsilio da Carrara, politico italiano (n. 1294)
- 21 aprile - Teodoro I del Monferrato, principe (n. 1290)
- 23 maggio - Alice de Warenne, nobile britannica (n. 1287)
- 10 giugno - Kitabatake Akiie, militare giapponese (n. 1318)
- 4 agosto - Tommaso Plantageneto, I conte di Norfolk, nobile britannico (n. 1300)
- 5 agosto - Bernabò Malaspina, vescovo cattolico italiano (n. 1274)
- 17 agosto - Nitta Yoshisada, militare giapponese (n. 1301)
- 22 agosto - Guglielmo d'Aragona, duca (n. 1312)
- 27 agosto - Bartolomeo II della Scala, vescovo cattolico italiano
- Camaino di Crescentino, scultore e architetto italiano
- Changshi Khan, condottiero mongolo
- Maria di Brabante, contessa
- Andrew Murray, militare scozzese (n. 1298)
- Muhammad Khan, mongolo
- Narinaga, giapponese (n. 1326)
- Argentina Spinola, nobildonna italiana (n. 1294)
- Ubertino Strozzi, politico italiano
- Tommaso d'Irlanda, religioso, filosofo e saggista irlandese
- Ugolino I Trinci, nobile italiano
- Francesco I Ventimiglia, nobile, politico e militare italiano (n. 1280)
- Convenevole da Prato, scrittore, notaio e ambasciatore italiano

## Calendario
| Calendario 1338 | Calendario 1338 | Calendario 1338 | Calendario 1338 | Calendario 1338 | Calendario 1338 | Calendario 1338 | Calendario 1338 | Calendario 1338 | Calendario 1338 | Calendario 1338 | Calendario 1338 | Calendario 1338 | Calendario 1338 | Calendario 1338 | Calendario 1338 | Calendario 1338 | Calendario 1338 | Calendario 1338 | Calendario 1338 | Calendario 1338 | Calendario 1338 | Calendario 1338 | Calendario 1338 | Calendario 1338 | Calendario 1338 | Calendario 1338 | Calendario 1338 | Calendario 1338 | Calendario 1338 | Calendario 1338 | Calendario 1338 | Calendario 1338 |
| --------------- | --------------- | --------------- | --------------- | --------------- | --------------- | --------------- | --------------- | --------------- | --------------- | --------------- | --------------- | --------------- | --------------- | --------------- | --------------- | --------------- | --------------- | --------------- | --------------- | --------------- | --------------- | --------------- | --------------- | --------------- | --------------- | --------------- | --------------- | --------------- | --------------- | --------------- | --------------- | --------------- |
|                 | 1               | 2               | 3               | 4               | 5               | 6               | 7               | 8               | 9               | 10              | 11              | 12              | 13              | 14              | 15              | 16              | 17              | 18              | 19              | 20              | 21              | 22              | 23              | 24              | 25              | 26              | 27              | 28              | 29              | 30              | 31              |                 |
| Gennaio         | Gi              | Ve              | Sa              | Do              | Lu              | Ma              | Me              | Gi              | Ve              | Sa              | Do              | Lu              | Ma              | Me              | Gi              | Ve              | Sa              | Do              | Lu              | Ma              | Me              | Gi              | Ve              | Sa              | Do              | Lu              | Ma              | Me              | Gi              | Ve              | Sa              |                 |
| Febbraio        | Do              | Lu              | Ma              | Me              | Gi              | Ve              | Sa              | Do              | Lu              | Ma              | Me              | Gi              | Ve              | Sa              | Do              | Lu              | Ma              | Me              | Gi              | Ve              | Sa              | Do              | Lu              | Ma              | Me              | Gi              | Ve              | Sa              |                 |                 |                 |                 |
| Marzo           | Do              | Lu              | Ma              | Me              | Gi              | Ve              | Sa              | Do              | Lu              | Ma              | Me              | Gi              | Ve              | Sa              | Do              | Lu              | Ma              | Me              | Gi              | Ve              | Sa              | Do              | Lu              | Ma              | Me              | Gi              | Ve              | Sa              | Do              | Lu              | Ma              |                 |
| Aprile          | Me              | Gi              | Ve              | Sa              | Do              | Lu              | Ma              | Me              | Gi              | Ve              | Sa              | Do              | Lu              | Ma              | Me              | Gi              | Ve              | Sa              | Do              | Lu              | Ma              | Me              | Gi              | Ve              | Sa              | Do              | Lu              | Ma              | Me              | Gi              |                 |                 |
| Maggio          | Ve              | Sa              | Do              | Lu              | Ma              | Me              | Gi              | Ve              | Sa              | Do              | Lu              | Ma              | Me              | Gi              | Ve              | Sa              | Do              | Lu              | Ma              | Me              | Gi              | Ve              | Sa              | Do              | Lu              | Ma              | Me              | Gi              | Ve              | Sa              | Do              |                 |
| Giugno          | Lu              | Ma              | Me              | Gi              | Ve              | Sa              | Do              | Lu              | Ma              | Me              | Gi              | Ve              | Sa              | Do              | Lu              | Ma              | Me              | Gi              | Ve              | Sa              | Do              | Lu              | Ma              | Me              | Gi              | Ve              | Sa              | Do              | Lu              | Ma              |                 |                 |
| Luglio          | Me              | Gi              | Ve              | Sa              | Do              | Lu              | Ma              | Me              | Gi              | Ve              | Sa              | Do              | Lu              | Ma              | Me              | Gi              | Ve              | Sa              | Do              | Lu              | Ma              | Me              | Gi              | Ve              | Sa              | Do              | Lu              | Ma              | Me              | Gi              | Ve              |                 |
| Agosto          | Sa              | Do              | Lu              | Ma              | Me              | Gi              | Ve              | Sa              | Do              | Lu              | Ma              | Me              | Gi              | Ve              | Sa              | Do              | Lu              | Ma              | Me              | Gi              | Ve              | Sa              | Do              | Lu              | Ma              | Me              | Gi              | Ve              | Sa              | Do              | Lu              |                 |
| Settembre       | Ma              | Me              | Gi              | Ve              | Sa              | Do              | Lu              | Ma              | Me              | Gi              | Ve              | Sa              | Do              | Lu              | Ma              | Me              | Gi              | Ve              | Sa              | Do              | Lu              | Ma              | Me              | Gi              | Ve              | Sa              | Do              | Lu              | Ma              | Me              |                 |                 |
| Ottobre         | Gi              | Ve              | Sa              | Do              | Lu              | Ma              | Me              | Gi              | Ve              | Sa              | Do              | Lu              | Ma              | Me              | Gi              | Ve              | Sa              | Do              | Lu              | Ma              | Me              | Gi              | Ve              | Sa              | Do              | Lu              | Ma              | Me              | Gi              | Ve              | Sa              |                 |
| Novembre        | Do              | Lu              | Ma              | Me              | Gi              | Ve              | Sa              | Do              | Lu              | Ma              | Me              | Gi              | Ve              | Sa              | Do              | Lu              | Ma              | Me              | Gi              | Ve              | Sa              | Do              | Lu              | Ma              | Me              | Gi              | Ve              | Sa              | Do              | Lu              |                 |                 |
| Dicembre        | Ma              | Me              | Gi              | Ve              | Sa              | Do              | Lu              | Ma              | Me              | Gi              | Ve              | Sa              | Do              | Lu              | Ma              | Me              | Gi              | Ve              | Sa              | Do              | Lu              | Ma              | Me              | Gi              | Ve              | Sa              | Do              | Lu              | Ma              | Me              | Gi              |                 |